# Marcel Mirouze
 (juin 2022).
Si vous disposez d'ouvrages ou d'articles de référence ou si vous connaissez des sites web de qualité traitant du thème abordé ici, merci de compléter l'article en donnant les références utiles à sa vérifiabilité et en les liant à la section « Notes et références ».
Pour les articles homonymes, voir Mirouze.
Marcel Jean Mirouze, également connu sous le pseudonyme de Marcel Blacas, né le 24 septembre 1906 à Toulouse et mort le 1er août 1957 à Gaja-la-Selve, est un compositeur et chef d'orchestre français. Auteur de plusieurs bandes originales pour le cinéma d'après-guerre, il est également pionnier dans l'enregistrement audio sur disques microsillons. 

## Biographie
Marcel Mirouze nait à Toulouse le 24 septembre 1906. Chef d'orchestre de l'Orchestre de Nice, il monte sur Paris et enregistre plusieurs disques. 
Il meurt le 1 août 1957 dans un accident de la route.

## Œuvre
- Pastorale pour orchestre d'harmonie (1900)
- Rapsodie du Midi pour orchestre d'harmonie (1900)
- Appassionato pour violoncelle et piano (1933) édition Leduc.
- Pièce en septuor pour piano et instruments à vent (flûte, basson, clarinette, cor, trompette) (1933) édition Leduc.
- Complainte du petit cheval blanc, ballade de Paul Fort pour chant et piano (1934) édition Leduc.
- Romance sans paroles pour piano seul (1935) édition Choudens.
- Impression de Pays-Bas pour piano seul (1935) édition Choudens.
- Suite dans le style ancien pour clavecin ou piano (1935) édition Alphonse Leduc
  - Ouverture
  - Courante
  - Branle gay
  - Sarabande
  - Gaillarde
- Je suis une femme aimable sur des paroles d'Edianto (1935) édition Choudens.
- Dans la brise, paroles d'Edianto (1935) édition Choudens.
- Conseil, paroles d'Edianto (1935) édition Choudens.
- Hymne rotarien sur des paroles de Louis Emanuel (1937) édition Delrieu.
- Ma douce Annette et Viel air breton pour chœur à 4 voix mixtes (1937) édition Andrieu Frères
- Prélude, thème et variations pour contrebasse et piano (1946)
- Humoresque (1947) morceau de Concours du Conservatoire National de Musique de Paris, dédicacé à Maurice Cayol.
- Concerto pour piano et orchestre (1954) crée par Henriette Faure à Biennale de Venise. Publié aux éditions Choudens
- Opéra Geneviève de Paris dont sont extraites les Danses pour Attila (Oratorio). Livret de Gabriel Boissy[4].

### Musique de film
- La Profession d'Ann Carver (1935)
- La Fiancée des ténèbres (1945) de Serge de Poligny. BO avec Jacques Ibert
- Martin Roumagnac (1946) de George Lacombe
- Le Pays sans étoiles (1946) de George Lacombe.
- Vive la liberté (1946) de Jeff Musso

## Enregistrements
- Ouverture du Barbier de Séville de Rossini avec l'Orchestre Radio-Symphonique de Paris (1961). Label Trianon (45 tours), 7 ECT 2247 durée 7'20 minutes.
- Concerto pour violon et orchestre n°2 en Mi mineur Op 64 de Felix Mendelssohn.
- L'Oiseau de feu et Danse infernale du Roi Kashchey d'Igor Stravinsky.
- L'Art de la contrebasse (1981) avec Michel Crenne (contrebasse) sous la direction de Marc Bleuse. Label Arion (33 tours), publication posthume.